# جيمي غرين
جيمي غرين (بالإنجليزية: Jamie Green)‏ (18 أغسطس 1989 في المملكة المتحدة - ) هو لاعب كرة قدم بريطاني في مركز الوسط. لعب مع غريمسبي تاون ونادي روذرهام يونايتد وBuxton F.C. ‏ وRossington Main F.C. ‏ وParramore Sports F.C. ‏ ونادي بوسطن يونايتد.

## وصلات خارجية
- جيمي غرين على موقع قاعدة بيانات كرة القدم.إي يو (الإنجليزية)
- جيمي غرين على موقع Soccerbase.com (لاعب) (الإنجليزية)